# Ontochariesthes
Ontochariesthes – rodzaj chrząszczy z rodziny kózkowatych i podrodziny zgrzypikowych. 

## Zasięg występowania
Przedstawiciele tego rodzaju występują w Afryce Południowej, w Angoli i Namibii.

## Systematyka
Do Ontochariesthes należą 3 gatunki:
- Ontochariesthes erongoensis
- Ontochariesthes namibianus
- Ontochariesthes unicolor